# Milwaukee Sea Gulls
Die Milwaukee Sea Gulls waren eine US-amerikanische Eishockeymannschaft in Milwaukee, Wisconsin. Die Mannschaft spielte in der Saison 1950/51 in der United States Hockey League.

## Geschichte
Das Franchise wurde 1950 als Expansionsteam der United States Hockey League gegründet. In ihrer Premierenspielzeit belegte die Mannschaft den sechsten und somit letzten Platz der regulären Saison. Anschließend wurde die Mannschaft bereits wieder aufgelöst.